# 1144 Oda
Az 1144 Oda (ideiglenes jelöléssel 1930 BJ) egy kisbolygó a Naprendszerben. Karl Wilhelm Reinmuth fedezte fel 1930. január 28-án, Heidelbergben.